# Euler-tur
En tur i en graf kaldes en Eulertur, hvis den omfatter samtlige kanter i grafen. (Kanterne i en tur er indbyrdes forskellige.)
En graf hvori der findes en lukket Eulertur (dvs. en Eulertur der begynder og ender på samme kant) kaldes en Euler-graf.
Begrebet Eulertur er knyttet til Leonhard Euler, som efter sigende overvejede, om det var muligt at tilrettelægge en spadsererundtur i Königsberg/Kaliningrad, der passerede byens broer præcis én gang hver. Dette problem kaldes Königsbergs broproblem.